# Deer Park (Wisconsin)
Deer Park es una villa ubicada en el condado de St. Croix en el estado estadounidense de Wisconsin. En el Censo de 2010 tenía una población de 216 habitantes y una densidad poblacional de 86,24 personas por km².

## Geografía
Deer Park se encuentra ubicada en las coordenadas 45°11′19″N 92°23′19″O / 45.18861, -92.38861. Según la Oficina del Censo de los Estados Unidos, Deer Park tiene una superficie total de 2.5 km², de la cual 2.41 km² corresponden a tierra firme y (3.83%) 0.1 km² es agua.

## Demografía
Según el censo de 2010, había 216 personas residiendo en Deer Park. La densidad de población era de 86,24 hab./km². De los 216 habitantes, Deer Park estaba compuesto por el 97.69% blancos, el 0.46% eran afroamericanos, el 0% eran amerindios, el 1.39% eran asiáticos, el 0% eran isleños del Pacífico, el 0.46% eran de otras razas y el 0% pertenecían a dos o más razas. Del total de la población el 1.39% eran hispanos o latinos de cualquier raza.